# Eugène Descamps
Pour les articles homonymes, voir Descamps.
Eugène Descamps, né le 17 mars 1922 à Lomme (Nord) et mort le 9 octobre 1990 à Buis-les-Baronnies (Drôme), est un syndicaliste français. Il est le secrétaire général de la CFTC puis de la CFDT. 

## Biographie
Issu d’une famille ouvrière, Eugène Descamps est né dans la banlieue de Lille. À treize ans, il commence à travailler comme laveur de bouteilles, apprenti boulanger, ouvrier, tisserand, électricien, ouvrier de brasserie et métallurgiste. Il milite à partir de 1936 à la Jeunesse ouvrière chrétienne dont il deviendra plus tard le secrétaire général.
Pendant l'occupation il refuse le Service du travail obligatoire (STO) en Allemagne. Passé dans la clandestinité, il devient résistant sous le pseudonyme de « Desmoulins » et participe aux Forces unies de la jeunesse patriotique.  
Il fait ses premières armes à la CFTC métallurgie comme permanent et il en prend la direction en 1954. En 1961, il accède au poste de secrétaire général de la CFTC. Militant de Reconstruction, la minorité de gauche qui prône une laïcisation de la CFTC, il entreprend de « déconfessionnaliser » la CFTC. 
Cette politique conduit, trois ans plus tard, en novembre 1964, à la transformation de la CFTC en CFDT. Cette laïcisation ne se passe pas sans heurts : à cette occasion, 10 % des adhérents choisissent de quitter le nouveau syndicat et de recréer la CFTC. En effet la CFDT déclare désormais placer son action dans le cadre de la lutte des classes. Eugène Descamps avait d'excellents rapports avec le secrétaire général de la CGT, Georges Séguy, et ils signent en 1966 le premier accord d’unité d’action. Partisan du « socialisme démocratique », Eugène Descamps a recherché le rapprochement entre les centrales syndicales ouvrières tout au long de son activité syndicale.

### Émission
Le mardi 28 avril 1970 Eugène Descamps et Jean Riboud débattent de l’avenir de l’entreprise dans l’émission politique « À armes égales » sur la première chaîne de L’ORTF